# Alfred-Casimir-Eugène Guillemet
Alfred-Casimir-Eugène Guillemet, francoski general, * 1. julij 1884, † 20. marec 1955.